# Liste de points extrêmes du Tadjikistan

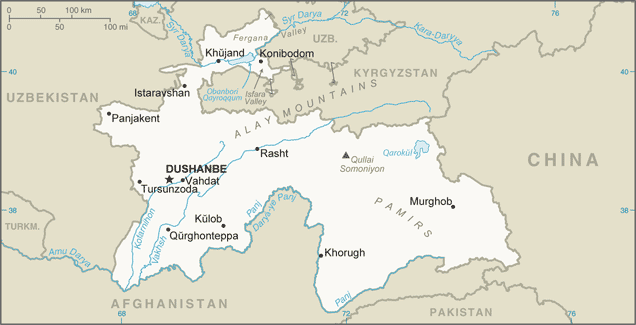
Carte du Tadjikistan

Cet article donne une liste de points extrêmes du Tadjikistan.

## Latitude et longitude
- Nord : 41° 02′ 39″ N, 70° 26′ 45″ E La région la plus au nord est la région de Sughd.

- Est : 37° 24′ 29″ N, 75° 09′ 05″ E La région la plus à l'est est la région du Haut-Badakhchan.

- Ouest : 39° 18′ 14″ N, 67° 20′ 32″ E frontière avec l'Ouzbékistan

- Sud : 36° 40′ 16″ N, 71° 43′ 42″ E frontière avec l'Afghanistan

Le pays partage une frontière avec l'Ouzbékistan au nord et à l'ouest, et avec l'Afghanistan au sud.

## Altitude
- Maximale : 7 495 m Pic Ismail Samani, qui est aussi le point culminant de l'ex-URSS[2],[3].
- Minimale : 300 m fleuve Syr-Daria[1].